# Ceracris xizangensis
Ceracris xizangensis är en insektsart som beskrevs av Liu, Jupeng 1981. Ceracris xizangensis ingår i släktet Ceracris och familjen gräshoppor.

## Underarter
Arten delas in i följande underarter:
- C. x. brachypennis
- C. x. xizangensis